# Santiago Sierra Méndez
Santiago Sierra Méndez (1850 - 1880) fue un poeta y periodista mexicano, nacido en San Francisco de Campeche, capital del estado de Campeche y muerto en un duelo con el periodista Irineo Paz, en Tlalnepantla, Estado de México. Fue hermano de Justo Sierra Méndez y Manuel José Sierra Méndez, todos hijos de Justo Sierra O'Reilly.

## Datos biográficos
Radicó en su infancia con su familia en la ciudad de Mérida en la época en que se gestaba la separación de Campeche y Yucatán, cuando su padre Justo Sierra O'Reilly colaboraba con el gobierno de Santiago Méndez Ibarra, abuelo de Santiago Sierra y a quien este debe su nombre.
Más tarde, la familia se avecindó en el puerto de Veracruz en donde Santiago se dedicó al comercio y al periodismo. Fundó un semanario cultural que se llamó Violetas, con el poeta Salvador Díaz Mirón. También colaboró con varias publicaciones de la capital del país como El Semanario Ilustrado y La Vida de México.
Tuvo una sólida formación cultural, lo que le permitió desempeñarse como profesor de geografía. Porfirio Díaz, quien tuvo un fuerte vínculo con la familia Sierra, lo nombró funcionario del Senado de la República y más tarde representante de México en la legación mexicana en Chile.
Falleció en un duelo a muerte en el que se enfrentó a otro periodista connotado de la época, Irineo Paz, abuelo de Octavio Paz, premio Nobel. Irineo Paz tuvo diferencias ideológicas y políticas con  Santiago Méndez, de donde habría surgido el motivo del duelo.

## Obra
- Canto a México, oda patriótica.
- Flor de fuego, (1870) novela.
- Viajes por una oreja, (1869) novela humorística.